# Mycetophila idonea
Mycetophila idonea är en tvåvingeart som beskrevs av Lastovka 1972. Mycetophila idonea ingår i släktet Mycetophila och familjen svampmyggor. Arten har ej påträffats i Sverige. Inga underarter finns listade i Catalogue of Life.